# Принцеса на горошині
«Принцеса на гороши́ні» (дан. Prinsessen på ærten) — казка данського письменника Ганса Крістіана Андерсена. Твір вперше опубліковано 8 травня 1835 року в Копенгагені. Згідно з класифікацією казкових сюжетів Аарне-Томпсона має номер ATU 704: «Принцеса і горошина».

## Історія написання
Андерсен почув цю казку у дитинстві, цілком ймовірно джерелом для твору послугував шведський народний матеріал, оскільки в данській усній традиції ця оповідка відсутня. Ані «Принцеса на горошині», ані ще дві оповідки, опубліковані під одною палітуркою, не отримали позитивні відгуки данських критиків, яким не сподобався неформальний розмовний стиль казок та відсутність моралі.

## Сюжет
Оповідка розповідає про принца, який хоче одружитися з принцесою, але відчуває труднощі у пошуку підхожої дружини. З принцесами, з якими він зустрічається, завжди щось не так. Якось увечері молода, промокла під дощем принцеса шукає притулку в замку. Дівчина заявляє, що є справжньою принцесою, але мати принца вирішує випробувати її. Пропонує дівчині притулок на ніч і кладе горошину під двадцять матраців, на яких спатиме дівчина. Наступного ранку принцеса стверджує, що у неї була безсонна ніч, оскільки відчувала наче вона лежить на чомусь твердому і від цього усе її тіло тепер у синцях. Принц радіє, бо такою ніжною могла бути лише справжня принцеса. Відбувається весілля, а горошина потрапляє до музею, де лежить і досі.

## Переклад українською
Українською мовою казку переклала Оксана Іваненко.

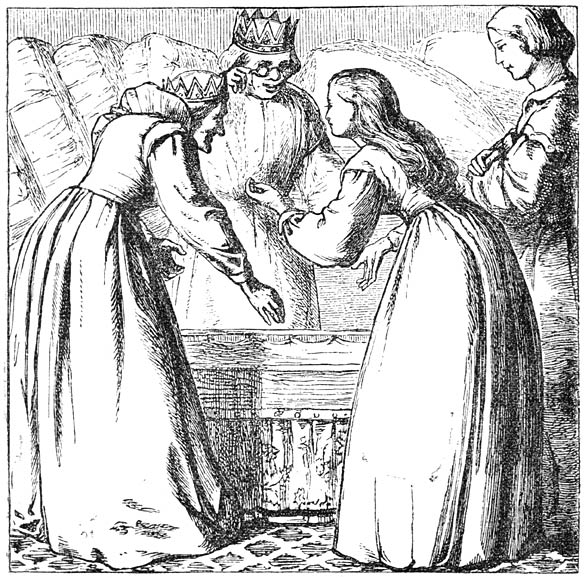
«Принцеса на горошині», Альфред Волтеро Байерс

## Екранізації
- «Принцеса на горошині» — радянський фільм 1977 року;
- «Принцеса на горошині» (англ. The Princess and the Pea) — американський анімаційний фільм 2002 року;
- «Принцеса на горошині» (нім. Die Prinzessin auf der Erbse) — німецький фільм 2010 року.